# Department of War Studies
Le Department of War Studies du King’s College de Londres est unique et mondialement connu pour l’étude de la stratégie, de la guerre et des conflits contemporains. Spécialisé dans l’étude multidisciplinaire de la guerre, de la stratégie et de la diplomatie, il est classé parmi les meilleurs départements du monde dans le domaine des relations internationales.

## Histoire
Depuis 50 ans, ses spécialistes et ses étudiants se penchent sur les guerres, leurs causes, la façon de les mener et leurs conséquences. L’approche de ce département d'excellence est multidisciplinaire : des philosophes, des sociologues, des politologues et des théoriciens des relations internationales contribuent ensemble à la vie intellectuelle du département. Il s’est également adapté au changement de nature de la guerre, a évolué et s’est étendu : le droit international, l’économie politique, les études sur le développement et la sécurité des ressources énergétiques sont autant de thèmes étudiés.
Le Department of War Studies attire un nombre important d’étudiants très qualifiés issus du monde entier. Il entretient des liens étroits et des cursus communs avec des universités étrangères comme Sciences-Po à Paris, les universités de Georgetown, de Berkeley et de Caroline du Nord aux États-Unis, les universités de Hong-Kong et de Singapour en Asie. La plupart des étudiants et des intervenants possèdent une expérience professionnelle dans les forces armées, les organisations gouvernementales ou décisionnelles, développant ainsi les liens entre le monde universitaire et le monde professionnel.
Le département, situé au cœur de Londres, est connu pour travailler en collaboration avec les services de renseignements britanniques du Secret Intelligence Service (MI5, MI6).
Son réseau d’ancien élèves est très varié, et comporte des hommes politiques, des commandants militaires, des diplomates, des intellectuels, des hommes d’affaires ainsi que des journalistes.